# Marknära ozon
Marknära ozon (även kallat markozon eller troposfäriskt ozon) är ozon nära jordytan. I stratosfären, över tio kilometers höjd, skyddar ozon mot solens farliga ultravioletta strålar, men det är skadligt för växter och djur som lever i den lägsta delen av atmosfären (troposfären). Det hindrar fotosyntesen och skadar vattenbalansen hos växter, och reagerar med slemhinnorna i luftvägarna hos djur. Marknära ozon bildas bland annat när solljuset möter bilavgaser. Det alstras också i kopieringsapparater. Marknära ozon är en växthusgas. 

## Bildning av marknära ozon
Ozon bildas naturligt via fotolys av kvävedioxid (NO2) genom följande reaktioner (där UV = UV-strålning):
1: NO2 + UV → NO + O
2: O2 + O → O3
Ozonet bryts sedan ned via:
3: NO + O3 → NO2 + O2
4: O3 + UV → O2 + O
Dessa reaktioner leder inte till någon nettoproduktion av ozon, eftersom det ozon som bildas i reaktion 2 bryts ned av den kväveoxid (NO) som bildas i reaktion 1 (se reaktion 3). Dock kommer dessa reaktioner, på grund av olika reaktionshastighet, att leda till att luften dagtid innehåller en låg koncentration av ozon. Mekanismerna har klarlagts av bland andra nobelpristagaren Paul Crutzen.
Höga halter uppstår först i närvaro av lättflyktiga organiska föreningar (VOC:er). En del av sådana organiska föreningar avges naturligt av växter (särskilt barrträd), men i städer kommer emissionen från mänskliga källor såsom hantering av olja och oljeprodukter eller ofullständig förbränning av oljeprodukter i motorer och kraftverk. Dessa organiska föreningar höjer halten av ozon då de reagerar med kväveoxiden som bildas i reaktion 1 ovan. Elimination av kväveoxiden leder till att mindre ozon kan förstöras genom reaktion 3, vilket leder till att koncentrationen av ozon dagtid höjs. Ett exempel på hur detta sker är genom oxidation av etan:
C2H6 + OH → C2H5 + H2O
C2H5 + O2 → C2H5O2
Den peroxiradikal (C2H5O2) som bildas i den andra reaktionen ovan kan sedan reagera med NO:
C2H5O2 + NO → C2H5O + NO2
Kvävedioxiden som bildas här kan sedan fotolyseras vidare enligt Reaktion 1 ovan och bilda mer ozon.